# كوريوم
الكوريوم هو أحد العناصر الاصطناعية الموجودة في الجدول الدوري وله الرمز Cm ورقم ذري 96. وهو عنصر فلزي بعد اليورانيوم ونشيط إشعاعيا من سلسلة الأكتينيدات، يتم إنتاجه بقذف البلوتونيوم بجسيمات ألفا (أيونات الهيليوم) وقد تم تسميته على اسم ماري سكلودوفسكا كوري وزوجها بيير كوري.

## خصائص الكوريوم المميزة
تم تصنيع النظير كوريوم-248 لكميات ضئيلة للغاية لا تتعدى الملي جرامات، ولكن الكوريوم-242 والكوريوم-244 تم تصنيعهم بكميات تصل إلى عدة جرامات، مما أتاح الفرصة للتعرف على بعض خواص العنصر. ويمكن الحصول على كميات معقولة من الكوريوم-244 بتعريض البلوتونيوم لقذائف من النيوترون. ويمكن أن تتواجد كميات قليلة من الكوريوم في اليورانيوم كمنتج ثانوي لاضمحلاله الطبيعي. ولا توجد كثير من التطبيقات التجارية التي يستخدم فيها الكوريوم، ولكن من الممكن مستقبلا أن يستخدم في النظائر المشعة للمولدات الكهروحرارية. يتراكم الكوريوم في خلايا العظام ويدمر إشعاعه لب العظام وهذا يؤدى لتوقف إنتاج خلايا الدم الحمراء.
ومثل العناصر الأرضية النادرة فإن الكوريوم يشبه الجادولينيوم كيميائيا، ولكن له بناء بلوري أكثر تعقيدا. كما أنه نشيط كيميائيا، وهو فلز له لون أبيض فضي وموجب كهربي أكثرمن الألومنيوم (معظم مركبات الكوريوم ثلاثية التكافؤ تميل للاصفرار). الكوريوم-242 يستخدم كمصدر طاقة متنقل وهذا لأنه يمكن أن يولد تقريبا 2 وات من الطاقة الحرارية لكل جرام. كما يستخدم أيضا في منظمات ضربات القلب، ومهمات الفضاء الخارجي.
وقد تم إنتاج عديد من مركبات الكوريوم. ومنها: ثاني أكسيد الكوريوم CmO2, ثالث أكسيد الكوريوم Cm2O3, بروميد الكوريوم CmBr3, كلوريد الكوريوم CmCl3, رباعي فلوريد الكوريوم CmF4, يوديد الكوريوم CmI3.

## تاريخ الكوريوم
تم اكتشاف الكوريوم فيجامعة بيركلي بواسطة جيلن تي. سيبورج, رالف إيه. جيمس, ألبرت غيورسو في عام 1944. وقد تم تسميته على اسم ماريا سكلودوفسكا كوري وزوجها بيير كوري، نظرا لأنهم قاما باكتشاف الراديوم ولعملهما المتميز في النشاط الإشعاعي. وقد تم التعرف على العنصر كيميائيا أيضا في معمل أرجون القومي في جامعة شيكاغو. وقد كان العنصر الثالث في سلسلة بعد اليورانيوم الذي يتم اكتشافه رغم أن ترتيبه الثاني في السلسلة. وقد تم الحصول على كوريوم-242 (بفترة عمر نصف تبلغ 163 يوم) ونيترون حر واحد، بقذف جسيمات ألفا على بلوتينيوم-239 في معجل دوراني يبلغ 60 بوصة في بيركلي. وتم الحصول على عينة مرئية من هيدروكسيد الكوريوم-242 بواسطة لويس ويرنر، إيسادور بيرمان في جامعة كاليفورنيا عام 1947 بقذف الأمريكيوم-241 بالنيترونات. وتم الحصول على الكوريوم في شكله العنصري عام 1951.

## نظائر الكوريوم
تم التعرف على 19 من النظائر المشعة للكوريوم، وأكثر هذه النظائر استقرارا كوريوم-247 وله فترة عمر نصف تبلغ 1.56 x 107 عام, الكوريوم-248 وله فترة عمر نصف 1.4 x 107 سنة، كوريوم-250 وله فترة عمر نصف تبلغ 9000 سنة، كوريوم-245 وفترة عمر النصف له 8500 سنة. وباقي النظائر لها فترة عمر نصف أقل من 30 سنة، ومعظمها له فترة عمر نصف أقل من 33 يوم. وللكوريوم 4نظائر نووية, وأكثرها استقرارا كوريوم-244 m (t½ 34 ms). وتترواح الكتل الذرية لنظائر الكوريوم من 233.051 وحدة كتل ذرية كوريوم-233 إلى 252.085 وحدة كتل ذرثية كوريوم-252.

## وصلات خارجية
- معمل لوس ألاموس القومي - كوريوم
- العناصر على شبكة المعلومات - كوريوم
- الكوريوم